# Strofa
Strofa (z łac. stropha), zwrotka – jednostka wierszowa, tworząca zestaw pewnej liczby wersów, wyodrębnionych w całość i oddzielonych przerwą graficzną od innej całości. Stanowi całość znaczeniową, rytmiczną, przeważnie też składniową i intonacyjną. Strofa występuje tylko w utworze lirycznym, pełni istotną funkcję w rytmice i intonacji. Strofy mogą występować w wierszach każdego rodzaju: białym, wolnym, sylabicznym, tonicznym, sylabotonicznym, ale w wierszu wolnym mogą nie mieć charakteru regularnego.
Ze względu na liczbę wersów, które wchodzą w skład strofy, można wyróżnić:
- dystych – strofa składająca się z 2 wersów
- tercet – strofa składająca się z 3 wersów
- tetrastych – strofa składająca się z 4 wersów
- pentastych – strofa składająca się z 5 wersów
- sestet – strofa składająca się z 6 wersów
- septet – strofa składająca się z 7 wersów
- oktostych – strofa składająca się z 8 wersów
- nona – strofa składająca się z 9 wersów
- decyma – strofa składająca się z 10 wersów
- jedenastowersowa
- dwunastowersowa
- trzynastowersowa
- czternastowersowa
- piętnastowersowa
- szesnastowersowa
- siedemnastowersowa
- osiemnastowersowa
- dziewiętnastowersowa
- dwudziestowersowa

Podział strof pod względem kompozycyjnym:
- otwarte
- zamknięte
- izometryczne – wersy mają ten sam kształt metryczny, tzn. tę samą liczbę sylab, ten sam rytm
- heterometryczne – poszczególne wersy są układem o różnym rozmiarze (różna liczba sylab)[2]

Wiele strof nosi nazwę od imienia lub nazwiska poety, który ją wynalazł lub szczególnie często stosował: strofa alcejska, strofa saficka, strofa mickiewiczowska, strofa Burnsa. Nazwa strofy stanisławowskiej pochodzi od epoki, w której ją stosowano – panowania króla Stanisława Augusta Poniatowskiego.
Strofa zamknięta – powstała już w średniowieczu. Stanowi pod jakimś względem wyraźnie zamkniętą całość składniowo-intonacyjną. Wywołuje wrażenie silnego wyodrębnienia w stosunku do strofy, która po niej następuje. 
Strofa otwarta – najpopularniejsza od XIX wieku. W XIX wieku strofy liczyły z reguły dwa lub trzy wersy. Strofa otwarta to taka, która nie stanowi całości intonacyjno-składniowej. Łączy się bezpośrednio pod jakimś względem ze strofą, która po niej następuje. 
Do kryteriów otwartości bądź zamknięcia strof należą: obraz, temat i myśl. 
W wierszu wolnym często zamiast regularnych strof występują strofoidy.